# قلنسوي أرمني
قلنسوي أرمني (الاسم العلمي: Mycena armeniaca) هو نوع من الفطريات يتبع جنس القلنسوي من الفصيلة القلنسوية.